# Leacht

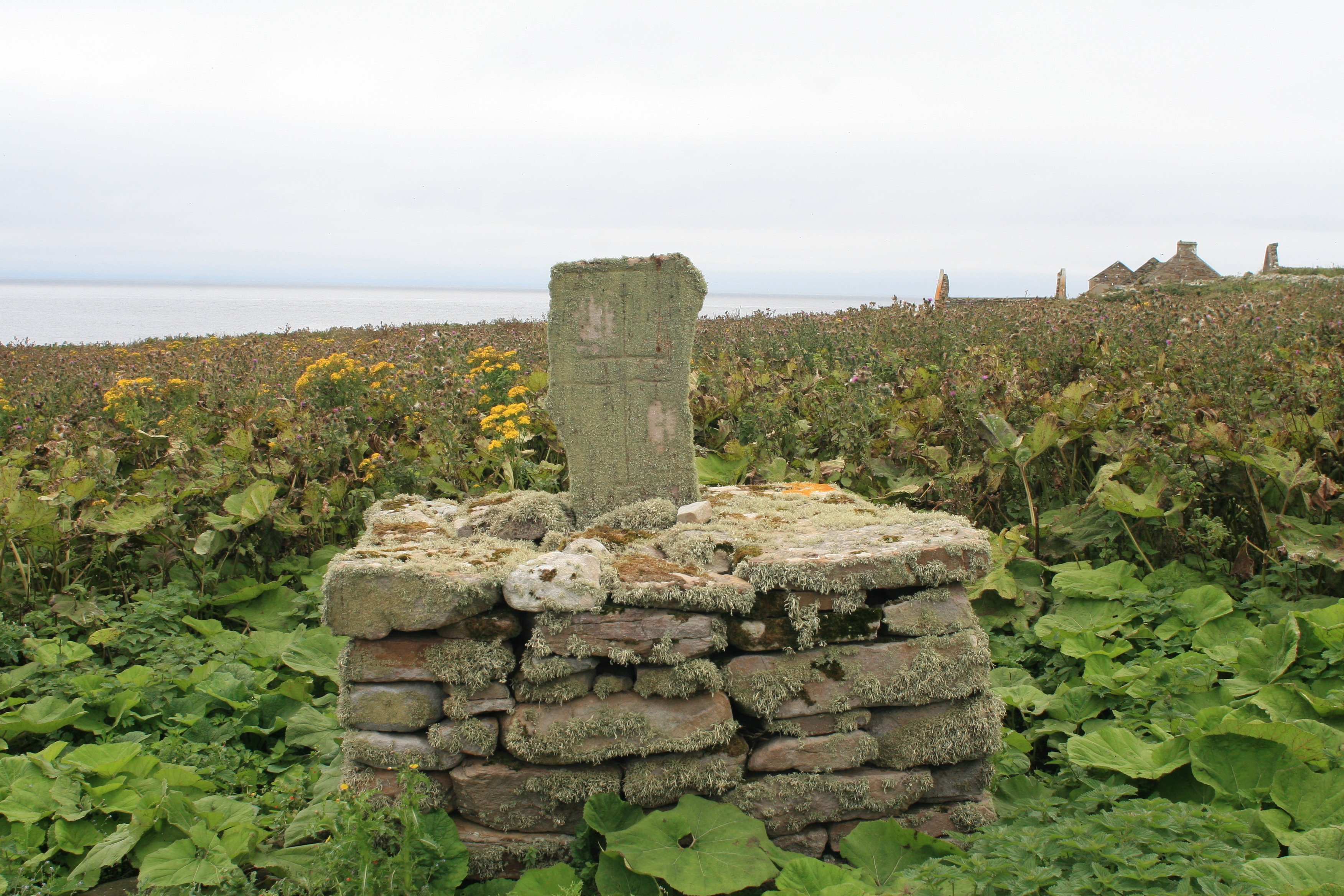
Leacht w klasztorze na wyspie Inishmurray

Leacht – niewielka, kwadratowa lub prostokątna budowla z kamienia występująca w irlandzkich wczesnochrześcijańskich klasztorach. Odnajdywane są one głównie w klasztorach na wyspach znajdujących się na zachodnim wybrzeżu Irlandii, ale występowały także na północy Wielkiej Brytanii.
Leacht występują między innymi w klasztorach na wyspach:
- Skellig Michael
- Inishmurray
- Illauntannig

Przeznaczenie leacht nie jest do końca znane. Mogły być one wykorzystywane do oznaczania miejsc pochówku (w szczególności świętych), przechowywania relikwii lub jako ołtarze. Możliwe jest, że leacht pełniły wszystkie z tych funkcji w zależności od miejsca i czasu wykorzystania.